# Šmarje, Ajdovščina
Šmarje so naselje v Občini Ajdovščina

## Prebivalstvo
Etnična sestava 1991:

Slovenci: 185 (98,4 %)

Jugoslovani: 2 (1,1 %)

Neznano: 1